# Derek Morgan
 (septembre 2017).
Si vous disposez d'ouvrages ou d'articles de référence ou si vous connaissez des sites web de qualité traitant du thème abordé ici, merci de compléter l'article en donnant les références utiles à sa vérifiabilité et en les liant à la section « Notes et références ».
Derek Morgan est un personnage de fiction de la série télévisée Esprits criminels, interprété par Shemar Moore et doublé par David Krüger dans la version française.
Derek est un agent d'une unité du FBI, le Département des Sciences du Comportement. Ancien profiler, il a des compétences en psychiatrie : il est expert en analyse des comportements obsessionnels. Il est également spécialiste en explosifs. Il remplace temporairement Aaron Hotchner à la tête de l'unité. C'est un atout majeur pour l'unité.

## Biographie
Derek est le fils d'un père afro-américain et d'une mère blanche. Il a grandi dans un quartier pauvre de Chicago avec ses parents et ses deux sœurs Sarah et Desirée. Il est allé à l'université Northwestern après avoir obtenu une bourse de football, il est ceinture noire de judo, et prend en charge les cours d'autodéfense du FBI. Il a travaillé comme officier de police à Chicago avant de rejoindre le FBI.
À l'âge de dix ans, Derek a vu son père, un officier de police, se faire tirer dessus durant une intervention. Après sa mort, Derek commence à fréquenter les membres d'un gang plus âgés que lui et commence dès lors à avoir de nombreux ennuis avec la police, ce qui lui a valu un dossier criminel pour mineurs. Il a été pris sous l'aile d'un coordinateur d'un centre de jeunesse local, Carl Buford. Il devient un père de substitution pour Derek, et l'aide à poursuivre ses études universitaires en l’entraînant au football pour qu'il décroche une bourse ; il use de ses relations pour faire sceller son casier judiciaire par un juge. Mais des années plus tard, Derek révèle que Carl abusait sexuellement de lui ainsi que d'autres jeunes du quartier. On apprend également qu'il a commis plusieurs homicides afin d'empêcher ses victimes de parler des viols.
Adolescent, il découvre le corps d'un jeune homme non identifié ce qui l'a profondément affecté. Derek organise alors une collecte de fonds dans son quartier pour pouvoir payer ses funérailles et lui offrir une pierre tombale. Il lui rend depuis visite au cimetière à chaque fois qu'il est de passage dans sa ville natale pour voir sa famille.
Des années plus tard, son passé revient le hanter lorsqu'il se fait arrêter par la police de Chicago pour son meurtre ainsi que celui de deux autres garçons. Le chef enquêteur (celui qui a arrêté de nombreuses fois Derek lorsqu'il était adolescent) pense qu'il est coupable, s'appuyant sur le profil d'un suspect anonyme fait par Jason Gideon et correspondant pour soutenir sa cause. Pensant que Derek a été encadré par le vrai meurtrier, son équipe du FBI fait plusieurs recherches sur son passé (ce que Garcia n'aime pas vraiment faire) pour prouver son innocence. Plus tard, ils découvrent que le suspect en question est Carl Buford et qu'il est ami avec le chef de la police de Chicago. Lorsque Hotch demande à Derek ce qui s'est passé avec Buford, Derek lui dit de ne pas insister. Plus tard, Derek confronte Carl au centre et ce dernier commence par nier tout ce qu'il s'est passé entre eux. Refusant de le laisser s'en tirer et regrettant de ne l'avoir dit à personne lorsqu'il était plus jeune, Derek le force à tout admettre. La police de Chicago arrive à ce moment et entend tout, puis l'embarque. Buford demande son aide à Derek qui lui rétorque « Allez en enfer ». Carl Buford se fera tuer six années plus tard en prison quand, à la suite d'une affaire impliquant l'une de ses anciennes victimes et l'intervention de Morgan auprès des journalistes, ses codétenus apprennent par les médias la véritable nature de ses crimes.
Sa cousine a disparu depuis plusieurs années et dans le vingt-troisième épisode de la sixième saison, Derek ment à sa tante en lui prétendant que sa cousine Cindi est morte et fait partie des victimes de l'affaire, afin qu'elle tourne la page. Dans la saison suivante, Derek devra faire face à son mensonge quand sa cousine sera aperçue en vie par hasard par l'une de ses sœurs, puis retrouvée.
Depuis le début de la neuvième saison, Morgan fréquente sa voisine, Savannah Hayes. Leur relation amoureuse demeure solide malgré l'extrême dévouement que tous deux portent à leurs jobs respectifs, Derek finissant même par rencontrer les parents de Savannah en milieu de saison.
Dans la onzième saison, après avoir été enlevé et torturé par des mercenaires, il se marie avec Savannah qui est enceinte. À la suite d'une vengeance envers Morgan où elle frôle à son tour la mort, Savannah et lui deviennent les parents d'un petit garçon, Hank Spencer Morgan. Derek arrête alors sa carrière de profileur pour se consacrer à sa femme et son fils.
Dans l'épisode final de la douzième saison, Morgan apparaît à ses anciens collègues au BAU pour les prévenir d'un piège avorté que M. Griffe aurait tenté de lui tendre, leur offrant une piste pour le trouver. Il réapparaît également dans les bureaux au début de la treizième saison pour réconforter Garcia qui, à cause d'une ancienne affaire qui resurgit, se remémore une tentative d'assassinat dont elle a été victime. Il en profite pour lui montrer une vidéo de son fils.

## Personnalité
La personnalité de Derek change énormément au cours de la série.
Dans la première saison, il est sûr de lui, impulsif, désireux de monopoliser l'attention. Il rappelle constamment le règlement. Il est le seul membre de l'équipe à comprendre l'humour de Reid.
Il se transforme ensuite en homme à femmes, sensible et généreux. Puis il devient plus sérieux, il arbore un visage plus austère néanmoins il reste un séducteur mais d'une manière plus mature. Il flirte avec Penelope Garcia. 
C'est également un sportif qui entretient sa forme physique. Il est très connu dans son ancien quartier de Chicago, principalement des jeunes pour lesquels il est un modèle.

## Au travail
L'agent spécial Morgan a un parcours professionnel très fourni : devenu profileur expert dans les crimes obsessionnels, il a aussi mené une enquête en travaillant sous couverture pendant 18 mois et est un expert en explosifs. Il est également superviseur pour les entraînements au FBI.
Sensible et généreux, il s'entend bien avec toute l'équipe mais en particulier avec Reid, pour qui il joue le rôle de « grand frère » et plaisante souvent à propos de son génie. Par taquinerie, il leur arrive aussi de se faire mutuellement des blagues (par exemple quand, durant une affaire, Morgan donne volontairement les nom et numéro de téléphone de Reid à des journalistes féminines lors d'un bref échange près d'une scène de crime). Il est également très proche de Garcia, Prentiss et "J.J.".
Derek est très protecteur avec ses collègues et aime énormément son travail, mais Hotch lui reproche plusieurs fois de ne véritablement offrir sa confiance à personne. Derek est également très secret et se renferme très souvent, pour éviter d'avoir à exprimer ce qu'il ressent. Pour se défouler vis-à-vis des affaires difficiles, il use de son habileté manuelle en rénovant les maisons qu'il possède.
Ses nombreuses compétences et ses qualités de meneur semblent être reconnues par ses supérieurs qui lui proposeront la direction de l'antenne du FBI de New York, ce qu'après réflexion il refusera pour conserver sa place au sein de la BAU. C'est également le cas de Hotch qui le choisit comme remplaçant temporaire à la tête de l'équipe, quand il est forcé par des pressions à se mettre en retrait (à la suite du meurtre de son ex-femme et de la mort violente de George Foyet), ce que Morgan par loyauté ne désire pas mais accepte d'un commun accord avec lui (tant que ça demeure temporaire) pour le bien de leur équipe. L'intérim passé, il rend sa place à Hotch sans aucune réticence.

## Relation avec Penelope Garcia
Bien qu'il soit proche de toute l'équipe, Derek a une relation très particulière avec Penelope Garcia qu'il nomme son « réconfort divin ». En dépit des mots d'amour qu'ils échangent, des propos allusifs ainsi que de leur jeu de séduction mutuel, leur relation est restée celle d'une amitié profonde et purement platonique, bien qu'elle ait attisé dans le passé la jalousie de Kevin Lynch, le petit ami de Garcia.

## Autres informations
- Morgan a huit maisons[4] (qu'il rénove lui-même) et un chien, Clooney[5].
- Un acteur homonyme, Derek Morgan, participe au troisième épisode de la onzième saison[6].